# Ђезенете (Фрозиноне)
Ђезенете је насеље у Италији у округу Фрозиноне, региону Лацио.
Према процени из 2011. у насељу је живело 40 становника. Насеље се налази на надморској висини од 490 м.